# Buna, Texas
Buna är en ort i Jasper County i delstaten Texas, USA.